# Список эпизодов мультсериала «Друзья ангелов»
Список и краткое описание эпизодов мультсериала «Друзья ангелов» (итал. Angel’s Friends). Мультсериал был создан по идее автора комиксов Симоны Ферри на студиях «Mondo TV» и «Play Entertainment».
Сюжет мультсериала разворачивается вокруг девушки-ангела по имени Раф, которая поступает в Золотую Школу, чтобы вместе со своими друзьями научиться вдохновлять смертных на добрые поступки и оборонять их от искушений собственных врагов-демонов. Существует также особый запрет на прикосновение к противнику — ВЕТО.
Премьера первого сезона мультсериала состоялась 12 октября 2009 года на канале Italia 1. В январе 2011 года Mondo TV объявили о начале производства второго сезона. В сентябре 2011 года был выпущен трейлер второго сезона. Также 23 апреля 2011 года состоялся показ полнометражного фильма «Друзья ангелов: Между мечтой и реальностью».
Начало второго сезона в Италии было назначено на осень 2012 года, позднее было перенесено на весну 2013 года по техническим причинам. Однако уже 29 апреля 2012 года в России на телеканале Мультимания был начат показ серий второго сезона, который полностью завершился 27 января 2013 года.
Таким образом, на февраль 2013 года было показано два сезона мультсериала и один полнометражный фильм.

## О сезонах
Длительность одной серии составляет около 13-14 минут. Каждый сезон состоит из 52 серий, связанных единым для сезона сюжетом. Фильм с целью более удобного показа по телевидению был разбит на семь стандартных эпизодов. Таким образом, на февраль 2013 года было показано 111 эпизодов мультсериала.
Начиная со второго сезона, изменилась структура эпизодов. Если в первом сезоне все эпизоды получали собственное наименование, то во втором сезоне они были объединены в двухсерийные блоки с общим названием для каждого. Серии в блоках связаны между собой, как правило, каким-либо общим второстепенным сюжетом.
Для удобства серии в списке сгруппированы по сезонам в порядке их показа. В таблице присутствуют русские, итальянские (оригинальные) и английские названия эпизодов. Также указана дата премьеры эпизода в Италии.

## Список эпизодов

### Первый сезон (2009—2010)
| № | № (порядк.) | Название                                                                            | Дата премьеры в Италии |
| --- | ----------- | ----------------------------------------------------------------------------------- | ---------------------- |
| 1 | 1           | «Полёт на собственных крыльях» Volare con le proprie ali Flying with her own Wings  | 12 октября 2009        |
| Чтобы стать настоящим ангелом-хранителем, девушка Раф покидает Энджи-Таун (город ангелов) и прибывает на Землю. Она под руководством профессора Архана и с помощью подруги Ури, тоже ангелов, должна научиться вдохновлять своего подопечного Эндрю на добрые поступки. Её соперник — демон Сульфус с учительницей Темптель, задачей которого является искушение мальчика. Чтобы решить, кто будет влиять на Эндрю первым, они идут в Комнату Состязаний и соревнуются в серфинге. Сульфус внезапно прикидывается тонущим. Чтобы спасти его, Раф хватает его за руку и, нарушив тем самым ВЕТО, теряет равновесие и падает в воду. Так Сульфус выигрывает поединок, становится смертным и убеждает Эндрю. В то же время неизвестная, но очень могущественная колдунья начинает наблюдать за Раф из лимбо…       |             |                                                                                     |                        |
| 2 | 2           | «Друзья навсегда» Amiche per la pelle Friends Forever                               | 13 октября 2009        |
| После нарушения ВЕТО на руках Сульфуса и Раф остаются отпечатки в форме звезд, которые они пытаются скрыть. Раф знакомится со своими новыми друзьями — Сладкой и Микки, а Сульфус — с Кабале, Кабирией и Гасом. Эндрю из боязни не защищает своего друга Джеймса от издевательств хулиганов. Раф и Сульфус идут в Комнату Состязаний, преобразованную с легкой руки Сульфуса в Зольфанелло-Сити, город демонов. Лишь вмешательство Ури и Сладкой помогло ей победить. Колдунья приказывает своему слуге Малаки принести слезы Раф. |             |                                                                                     |                        |
| 3 | 3           | «Бедный демон» Povero Diavolo Poor Devil                                            | 14 октября 2009        |
| После победы над Сульфусом у Раф есть право первого хода. Зная, что Джеймс ладит с животными, она превращается в выгульщицу собак, намеренно выпускает их на своего подопечного, когда он катался на велосипеде. Джеймс, неожиданно для Эндрю, сумел успокоить животных. Сульфус, увидев это, даже отказывается от своего хода, считая, что он уже выиграл. Но Эндрю осознает, что поступил ранее неправильно и защищает Джеймса от хулиганов. Малаки тем временем находит и передает своей хозяйке платок, которым Раф вытерла ранее слезы. |             |                                                                                     |                        |
| 4 | 4           | «Истинная красота» La vera bellezza Real Beauty                                     | 15 октября 2009        |
| Смертная девочка Дженнифер чувствует себя неуютно: она не следует моде, как её одноклассницы. Ури хочет, чтобы она поняла, что красота человека — в его индивидуальности, в то время как демон Кабирия желает прямо противоположного. Они организовывают в Комнате Состязаний конкурс гимнастики, победителем которого (путём обмана) стала Кабирия. Но победителем выходит Ури, показавшая Дженнифер её саму после макияжа. Между тем у Сульфуса наконец исчезает пятно в форме звезды на руке. Он выбрасывает перчатку, которую подбирает Малаки, чтобы принести её своей повелительнице — Рейне. |             |                                                                                     |                        |
| 5 | 5           | «Правила игры» Le regole del gioco The Rules of the Game                            | 16 октября 2009        |
| Подопечный Сладкой, Эдвард, решает купить скутер, но, не имея денег, организовывает игру в покер со своими одноклассниками. Один из них, Чарльз, из-за Кабале (демона-искусительницы Эдварда) проиграл деньги, которые взял у своего отца, и просит Эдварда вернуть их. Сладкая выигрывает в Комнате Состязаний, но, несмотря на её старания, Кабале все-таки уговаривает Эдварда не возвращать деньги и купить скутер. А в лимбо Рейна магическим способом объединяет платок Раф с перчаткой Сульфуса, создав черного паука… |             |                                                                                     |                        |
| 6 | 6           | «Защита» Protezione Protection                                                      | 19 октября 2009        |
| Малаки выпускает черного паука в коридорах Золотой Школы, воспользовавшись тем, что профессора Архан и Темптель уехали на совещание с Высшими и Низшими Сферами. Ангелы и демоны устраивают целую битву в Комнате Состязаний. Вдруг Сульфус говорит, что он хочет выяснить отношения только с Раф. Они перевоплощаются в смертных и… начинают игру в догонялки. Пара прибегает к двери Комнаты Портретов, где хранятся души всех смертных Земли. Возле двери Раф и Сульфуса внезапно кусает паук. |             |                                                                                     |                        |
| 7 | 7           | «Правда и ложь» Verita e bugie Truth and Lies                                       | 20 октября 2009        |
| Сульфус и Раф неожиданно чувствуют себя плохо. Их направляют в больничное крыло на осмотр. Тем временем Дженнифер пытается убедить мать дать ей разрешение пойти на концерт. Мама, не будучи в состоянии сопроводить дочь и опасаясь за неё, не соглашается, пока Дженнифер не найдет друга-сопровождающего. У Дженнифер, однако, почти нет друзей. Ури и Кабирия, желая повлиять на её решение, соревнуются в верховой езде, на которых побеждает ангел, но Кабирия, нарушив правила, убеждает Дженнифер идти одну. Архан и Темптель начинают подозревать влюбленность Раф и Сульфуса. |             |                                                                                     |                        |
| 8 | 8           | «Страх и смелость» Chi semina vento raccoglie tempesta Who Sows Wind, Reaps a Storm | 21 октября 2009        |
| Профессора пытаются выяснить, какие последствия может вызвать любовь между ангелом и демоном. Малаки под видом библиотекаря дает им старую книгу, в которой рассказывается история любви между ангелом Тайко и демоном Саи, поцелуй которых уничтожил цивилизацию майя. Между тем Эдварда ограбили, но Сладкая и Кабале опознали вора — это был Чарльз, у которого Эдвард ранее выиграл деньги в покер. Кабале, победив в Комнате Состязаний, рассказывает Эдварду, кто его обокрал. Но Сладкая становится полицейским и мирит мальчиков. |             |                                                                                     |                        |
| 9 | 9           | «Жизнь на Земле» Vita da Terreno Life on Earth                                      | 22 октября 2009        |
| Чтобы лучше понять природу смертных, учеников ждет необычное испытание: провести один день в земной форме. Ангелы и демоны развлекаются в парке, а затем идут в торговый центр. Здесь переодетый Малаки по приказу Рейны делает все возможное, чтобы оставить Раф и Сульфуса наедине. Когда они, оказавшись на берегу моря во время заката, касаются друг друга, вновь нарушив ВЕТО, их талисманы возвращают им облик бессмертных. Архан и Темптель, которые следили за парой через талисманов, решают принять меры. |             |                                                                                     |                        |
| 10 | 10          | «Двойная беда» «Divisi» «Divided»                                                   | 23 октября 2009        |
| Архан и Темптель решают разделить Раф и Сульфуса. Сульфус переходит к Мики, а Раф вместе с Гасом должна наблюдать за новыми смертными — близняшками Джулией и Хелен. Это две недавно переехавшие девушки, которые, между прочим, очень богаты. Боясь, что они не найдут здесь хороших друзей, они прогуливают школу. Гас побеждает Раф в Комнате Состязаний (отчасти благодаря Малаки, пытавшемуся убить Раф), притворяется водителем и возит девочек по городу, отвлекая их от мыслей о школе. Однако Раф удается их переубедить. Рейна же отчитывает Малаки, говоря ему, что Раф — её единственная надежда выбраться из лимбо. |             |                                                                                     |                        |
| 11 | 11          | «Секретное свидание» Appuntamento segreto A Secret Meeting                          | 26 октября 2009        |
| Раф находит в дневнике записку с предложением от Сульфуса встретиться возле Комнаты Состязаний, а Сульфус получает такую же записку от Раф (на самом деле записки были подложены Малаки). Профессора просят учеников проследить за Раф и Сульфусом, и те сопровождают пару в торговый центр, где Дженнифер ищет подарок для Эндрю. Кабирия убедила её украсть MP3-плеер для Эндрю. Ури в последний момент исправляет ситуацию, сказав девочке, что главное в подарке — не его цена. Поздно вечером Раф и Сульфус встречаются возле Комнаты, куда их внезапно засасывает черным вихрем в ловушку. |             |                                                                                     |                        |
| 12 | 12          | «Друг познается в беде» Prigionieri del cuore Prisoners of the Heart                | 27 октября 2009        |
| Исчезновение пары из Золотой Школы скоро замечают друзья. Им удается выследить перемещения Раф и Сульфуса до Комнаты Состязаний, где Ури, Сладкую, Кабирию и Кабале также затягивает черным вихрем и выбрасывает на лесной поляне. Они начинают поиски, однако с помощью особого оружия — Черной Сферы — им пытается помешать Малаки, превращая животных в железных монстров. В это время Раф и Сульфус находят себя запертыми в какой-то тюрьме. Они вынуждены стать смертными, чтобы освободиться от цепей, и с удивлением обнаруживают, что дверь их камеры не была заперта. |             |                                                                                     |                        |
| 13 | 13          | «Смертельный лабиринт» Labirinto mortale The Deadly Labyrinth                       | 28 октября 2009        |
| Раф и Сульфус, освободившись из тюрьмы, прибегают в огромный лабиринт. После долгих блужданий они приходят в большой зал где они видят фреску с Тайко и Саи, сходство которых с Раф и Сульфусом просто поразительно. Но всего через секунду они сталкиваются с монстром Минотавром, который начинает их преследовать. В лесу Ури, Сладкая, Кабирия и Кабале смогли победить железного медведя и готовятся к битве с армией железных орлов, во главе которых стоит Малаки. |             |                                                                                     |                        |
| 14 | 14          | «Лицом к лицу» Scontro frontale Face to Face                                        | 29 октября 2009        |
| Команда ангелов и демонов вступает в схватку с чудовищными железными птицами и их командиром, Малаки. Благодаря смекалке Ури монстров удалось победить, а Малаки — сбросить в пропасть. Тем временем Раф и Сульфус, вновь обернувшись бессмертными, сражаются с Минотавром. Но у них все не настолько удачно: Минотавр оказывается значительно сильнее, чем они думали, и, чтобы спасти Сульфуса, Раф приходится еще раз нарушить ВЕТО. Совершенно обессиленные, они решают сдаться… |             |                                                                                     |                        |
| 15 | 15          | «Коварный план Рейны» L’inganno di Reina Reina’s Deception                          | 30 октября 2009        |
| Встав к стене и закрыв глаза, Раф и Сульфус ждут, когда Минотавр их убьет. Но они неожиданно оказываются в безопасном месте. Это место — созданная Рейной копия Золотой Школы вместе со всеми учениками и профессорами. Сульфус теряет сознание, и его относят в госпиталь. Кабирия, Кабале, Ури и Сладкая добираются до копии школы. Малаки, спасшийся благодаря Рейне, пытается им помешать проникнуть внутрь, но безуспешно. Раф, увидев Сульфуса полумертвым, признается, что единственное, чего она хочет — чтобы ему стало лучше. Она хочет его поцеловать, но её находят друзья, и они все… вновь оказываются в Комнате Состязаний. |             |                                                                                     |                        |
| 16 | 16          | «Ангел-хранитель, демон-хранитель» Guardian Angel, Guardian Devil                   | 2 ноября 2009          |
| Несмотря на договор о молчании, Кабале рассказывает о произошедшем Гасу, а тот выкладывает все профессору Темптель. Та ставит Архана в известность о том, что Сульфус и Раф почти поцеловались. Им делают выговор и в наказание приставляют сопровождающих — ангела Гейба и демона Мишель. Раф навещает Джулию и Хелен, которым предложили сжечь классные журналы, чтобы заручиться поддержкой друзей. Посчитав, что они на такое не пойдут, Раф неосмотрительно оставляет девочек Гасу, и он легко их убеждает. Рейна недовольна провалом своего плана, но у неё уже есть новый. Она подзывает Малаки и приказывает ему повесить в школе плакат. |             |                                                                                     |                        |
| 17 | 17          | «Игра с огнём» Giocare col fuoco Playing with Fire                                  | 3 ноября 2009          |
| Ученики-смертные, увидев плакат Рейны об экскурсии в Мрачные пещеры, желают туда поехать. Архан считает, что вне школы Раф и Сульфуса будет труднее контролировать, тогда как профессор Темптель уверена, что Гейб и Мишель вполне справятся. Ури узнает, что у Дженнифер температура, но девочка хочет не говорить об этом маме, чтобы не пропустить поездку. Кабирия проигрывает Ури в скалолазании в Комнате Состязаний. Ури становится врачом и отговаривает Дженнифер, но Кабирии удается изменить её мнение. Рейна вновь дает Малаки Черную Сферу и необходимые указания. |             |                                                                                     |                        |
| 18 | 18          | «Мрачные пещеры» Alle Grotte di Oscuria The Caves of Obscurity                      | 4 ноября 2009          |
| Во время поездки в Мрачные пещеры, пока смертные и бессмертные ученики веселятся в своих автобусах, водитель (Малаки) сворачивает с намеченного пути и привозит всех к отдаленной горной пещере. Учителя разочарованы: места вокруг пустынны, гидов и сопровождающих нет. К тому же у Дженнифер температура переросла в лихорадку. Учителя решили вернуться, но Малаки скрывается, оставив их застрявшими в горах. Архан подозревает, что это ловушка, и советует ученикам быть настороже. |             |                                                                                     |                        |
| 19 | 19          | «Жизнь в опасности» Vite in pericolo Life in Danger                                 | 5 ноября 2009          |
| Малаки с помощью Черной Сферы заваливает вход в пещеру, внутри которой в это время скрывались от дождя Раф и Сульфус, а также их подопечные — Мэтью, Джулия и Хелен. Раф и Сульфус, несмотря на свою бессмертную природу, не могут пройти завал. Затем на смертных и бессмертных, находящихся снаружи, Малаки напускает монстров, созданных Рейной — фероксов. Сладкая временно задерживает их, но несколько фероксов проникают в автобус и отравляют укусами Ури и Кабирию. Мэтью находит в глубине пещер озеро и предлагает близняшкам искупаться. Раф и Сульфус также не против его предложения, но, оказавшись в воде, внезапно становятся видимы для смертных и подвергаются атаке гигантского осьминога…                                                                                                  |             |                                                                                     |                        |
| 20 | 20          | «От заката до рассвета» Dal tramonto all’alba From Sunset to Sunrise                | 6 ноября 2009          |
| Сульфус вместе с Мэтью пытается спасти Раф от осьминога, но сам попадает в его щупальца. Снаружи Гейбу и Мишель удается увести фероксов от смертных. Профессора возвращаются в Золотую Школу, где Архан находит противоядие для Ури и Кабирии: оно заключено в Белой Сфере. После излечения девочек Архан вновь направляется в Мрачные пещеры, где он с помощью Белой Сферы расправляется с фероксами. Совместными усилиями Раф и Сульфус побеждают осьминога. Они признаются друг другу в своих чувствах, но решают не идти у них на поводу. Затем они стирают память своим подопечным и под видом спелеологов выводят их из пещеры. |             |                                                                                     |                        |
| 21 | 21          | «Угроза приближается» Minacce all’orizzonte Threats on the Horizon                  | 9 ноября 2009          |
| Сладкая и Раф, а также Кабале с Сульфусом узнают, что отец Эдварда, которого мальчик не видел уже очень долго, не придет. Эдвард, разозленный, уезжает из дома на мотоцикле, не обращая внимания на машины и пешеходов. Ангелы и дьяволы становятся дорожными работниками и полицейскими, помогая ему понять, что он серьезно рискует. Рейна, чтобы вызвать ревность между Раф и Сульфусом, отравляет ядом паука еще Мишель и Гейба, заставив влюбиться первую в Сульфуса, а второго в Раф. Архан совещается с Высшими Сферами, пытаясь понять, какая опасность грозит его ученикам. |             |                                                                                     |                        |
| 22 | 22          | «24 часа» Ventiquattro ore 24 Hours                                                 | 10 ноября 2009         |
| Скоро начнется грандиозное состязание - Турнир Света и Тьмы. Каждый готовится по-своему: Ури и Кабале играют в баскетбол, Сладкая ходит по магазинам, Гас ест в торговом центре, Мики и Кабирия сидят в библиотеке. Сульфус превращается в смертного и едет на мотоцикле на пляж, где встречает Раф в обществе Гейба, что вызывает у него сильную ревность. Профессора выставляют в Комнате Состязаний на ночь Шар Судьбы, который будет определять ход Турнира. Малаки заменяет его на поддельный, изготовленный самой Рейной. |             |                                                                                     |                        |
| 23 | 23          | «На краю пропасти» Sull’orlo del baratro On the Edge of the Abyss                   | 11 ноября 2009         |
| Начинается Турнир Света и Тьмы. Ангелы и демоны будут соревноваться в четырех индивидуальных и в одном командном поединках. Команда, которая наберет наибольшее количество очков, получит силу проецирования и право выгнать из школы одного члена проигравшей команды. Первый поединок между Мики и Гасом закончился успехом Гаса, применившего новую силу магнетизма. Во втором поединке Кабирия с помощью новообретенной силы гипноза также победила Сладкую. Никто и не подозревает, что Рейна с помощью поддельного Шара Судьбы полностью контролирует Турнир… |             |                                                                                     |                        |
| 24 | 24          | «Месть ангелов» La rivincita delle Angels Revenge of the Angels                     | 12 ноября 2009         |
| Первенство упущено ангелами, но они не собираются проигрывать... Ури получает новую способность превращаться в животных и побеждает Кабале. Сейчас должен пройти поединок между Раф и Сульфусом, но Рейна решает его отложить. Поддельный Шар Судьбы показывает, что командное состязание произойдет до окончательного между Сульфусом и Раф. Ангелы выигрывают его, заманив демонов в ловушку и использовав новую силу Микки - создание льда из воздуха. |             |                                                                                     |                        |
| 25 | 25          | «Ловушка времени» Nella trappola del tempo The Trap of Time                         | 13 ноября 2009         |
| Когда Раф и Сульфус заходят в Комнату Состязаний для финального поединка, Шар Судьбы излучает фиолетовый свет и взрывается. Рейна переносит их на тысячу лет назад во времени. Вдали от друзей, без необходимости воевать, Раф и Сульфус отказываются от сражения и решают осмотреться. Они оказываются где-то в мезоамериканских джунглях, недалеко виднеется город майя. Вдруг они замечают двух бессмертных, которых уже раньше видели — Тайко и Саи. |             |                                                                                     |                        |
| 26 | 26          | «Две пары, судьба» Due coppie, un destino Two Couples, a Destiny                    | 16 ноября 2009         |
| Слушая слова Тайко и Саи, и Раф, и Сульфус все больше узнают в них самих себя. Сульфус со злостью высказывает все, что он думает о Раф, и обвиняет её в тайных издевательствах и насмешках над ним. Раф отвечает ему тем же. На эмоциях ссора постепенно перерастает в поединок, за которым наблюдают Рейна и Малаки. Сульфус ударяет Раф. Она теряет сознание и падает на вершину большой пирамиды. Демон, раскаявшись в содеянном, летит вслед за ней, становится на колени и умоляет очнуться. Раф открывает глаза, и они признаются, что никогда не сделают друг другу больно. В тот же момент, когда Тайко и Саи целуют любит друг друга, Раф и Сульфус делают то же самое. |             |                                                                                     |                        |
| 27 | 27          | «Катастрофа» Sacrilegio Sacrilege                                                   | 9 января 2010          |
| Из-за поцелуя Тайко и Саи мощнейшее землетрясение уничтожает цивилизацию майя. Сульфуса и Раф затягивает появившимся черным смерчем. Когда кощунственная волна, вызванная поцелуем Раф и Сульфуса, доходит до нашего времени, Золотую Школу настигает слабое землетрясение, а цепи, много лет сковывавшие Рейну, разрываются. Ангелы и демоны организовывают спасательную операцию для смертных учеников. Внезапно из черного смерча перед друзьями появляется исчезнувшая пара с шокирующим признанием в совершенном ими кощунстве… |             |                                                                                     |                        |
| 28 | 28          | «Дисциплинарное заседание» Procedimento disciplinare Disciplinary Procedures        | 10 января 2010         |
| Архан и Темптель отменяют Турнир Света и Тьмы, объявив проигравшими обе команды. Раф и Сульфус проходят дисциплинарное слушание по кощунственному поцелую. Их адвокатами выступают собственные друзья, которые также напоминают о недавних случаях в Комнате Состязаний и Мрачных пещерах. Профессора вынесут решение через пару дней. Рейна, освобожденная от цепей, покидает лимбо и возвращается в свой старый дом недалеко от земного города. |             |                                                                                     |                        |
| 29 | 29          | «До свидания, школа» Addio alla Golden School Goodbye to the Golden School          | 16 января 2010         |
| Архан и Темптель оглашают свой вердикт. Решение об исключении будет принято Высшими и Нижними Сферами, а пока Раф и Сульфус будут носить специальные медальоны-эниграммы, лишающие сил и полета. Решение о Турнире Света и Тьмы выносят Мишель и Гейб — они требуют своего исключения по итогам Турнира, что и происходит. Между тем Мэтью находит кошелек учителя математики и не знает, стоит ли вернуть деньги. Кабирия побеждает Микки в скачках и уговаривает Мэтью купить на эти деньги скейтборд. Мики, благодаря совету Раф, показывает Мэтью, что на его месте она бы вернула кошелек, что парень и делает. Рейна приводит в порядок свой дом и вешает в пустом зале портрет Малаки. |             |                                                                                     |                        |
| 30 | 30          | «Последний шанс» L’ultima chance The Last Chance                                    | 17 января 2010         |
| Посланники Высших и Низших Сфер сообщают от их имени решение: Раф и Сульфуса исключают. Раф хочет напоследок попрощаться с Сульфусом. Несмотря на медальон-эниграмму, она с помощью друзей проникает в общежитие демонов, но Сульфуса там не находит — он также хотел попрощаться с Раф. Темптель и Архан вспоминают легенду о Великом Нейтрале и задаются вопросом: не связана ли Рейна каким-то образом с Раф и Сульфусом? Чтобы выяснить это, они отправляются в лимбо. Рейна этим не обеспокоена, так как она оставила в лимбо фероксов в качестве «сюрприза» для Архана и Темптель. |             |                                                                                     |                        |
| 31 | 31          | «Бессмертные сыщики» Detective sempiterni Everlasting Detective                     | 30 января 2010         |
| Ури предложила использовать её камеру снов, проанализировать сны Раф и выяснить, была ли вызвана взаимная любовь Раф и Сульфуса каким-либо заклятием. Ури, Сладкая, Мики заставляют Раф уснуть и проникают в её сон. Между тем их профессора приходят в лимбо, а в скором времени — и в бывшую тюрьму Рейны, которую обнаруживают пустой. |             |                                                                                     |                        |
| 32 | 32          | «Сон или явь?» Sogno o realtà? Dream or Reality?                                    | 31 января 2010         |
| У Сульфуса появляется чувство, что Раф находится в опасности. Придя в комнату ангелов, Сульфус, Кабирия, Кабале и Гас вскоре догадываются, что друзья Раф проникли в её сон с целью найти доказательства её с демоном невиновности. Ангелы, тем временем, сталкиваются с защитником одного из заблокированных воспоминаний Раф. Архан и Темптель, осматривая место заточения Рейны, обнаруживают нужные им доказательства причастности колдуньи к кощунственному поцелую, но их внезапно атакуют фероксы. Всем стоит поторопиться: к школе уже направляются серафимы и приспешники дьявола, чтобы навсегда забрать Раф и Сульфуса из школы… |             |                                                                                     |                        |
| 33 | 33          | «Невиновные» Innocenti Innocent                                                     | 6 февраля 2010         |
| Гас, Кабирия и Кабале любыми способами пытаются задержать серафимов и приспешников дьявола до прихода учителей. Архан и Темптель тем временем противостоят полчищам фероксов, но в итоге спасаются от них тем же путём, которым бежала из лимбо Рейна. Кабирия и Кабале отправляются в сон Раф, чтобы помочь ангелам. Однако стражник воспоминания исчезает, когда Сульфус целует руку Раф. Ури обнаруживает доказательство — фотографию укуса паука Рейны. Вернувшись в реальный мир, они уже не застают своих друзей. В последний момент серафимов и приспешников дьявола, уже уводивших Сульфуса и Раф, останавливают профессора. |             |                                                                                     |                        |
| 34 | 34          | «Легенда о Рейне» La leggenda di Reina The Legend of Reina                          | 7 февраля 2010         |
| Учителя снимают медальоны-эниграммы с бывших обвиняемых, и теперь они могут вернуться к своему старому подопечному, Эндрю. Вместе с этим Архан и Темптель рассказывают своим ученикам легенду о Великом Нейтрале — историю Рейны. Раньше, в конце XIX века, Рейна была ангелом. Она была безответно влюблена в своего подопечного Малаки, который, в свою очередь, был смертным алхимиком, потерявшим при странных обстоятельствах свою жену. Возжелав, чтобы Малаки любил её, Рейна украла из Комнаты Портретов портрет Малаки, и он стал её рабом. За это кощунство она была заключена в лимбо. И разорвать цепи, сковавшие её, могло только новое кощунство — поцелуй ангела и демона. |             |                                                                                     |                        |
| 35 | 35          | «Опасный короткий шаг» Scorciatoie pericolose Dangerous Shortcuts                   | 7 февраля 2010         |
| Эндрю думает, что Дженнифер считает его неудачником, потому что баскетбольная команда Золотой Школы из-за него сегодня проиграла. К нему подходит мужчина и предлагает купить энергетический тоник. Сульфус выигрывает у Раф в серфинге в Комнате Состязаний (на этот раз честно) и уговаривает парня принять допинг. Раф с друзьями становятся начинающей баскетбольной командой и показывают Эндрю на своем примере, что важнее те победы, которые дались с трудом. На следующий день мальчик сдает продавца полиции. Раф одержала верх, но все не может простить Сульфуса за то, что тот подверг опасности жизнь Эндрю. Она задумывается: а была ли вызвана её любовь к Сульфусу только пауком Рейны? |             |                                                                                     |                        |
| 36 | 36          | «Удар ниже пояса» Colpi bassi Blow Under the Belt                                   | 13 февраля 2010        |
| Из-за того, что отец вновь не может встретиться с ним, Эдвард в приступе злости полностью разносит школьный кабинет. Дженнифер случайно стала свидетелем этого и не знает, стоит ли рассказать учителям, зная, что Эдварда могут за это исключить. Но если она донесет на Эдварда, она получит больше баллов от учителей на предстоящем голосовании за президента школы. Ури получает право первого хода, превращается в полицейского и беседует с Дженнифер, предлагая той уговорить Эдварда признаться самому. Кабирия становится президентом школы и прельщает девочку достоинствами высокого поста. Дженнифер доносит учителям на Эдварда… |             |                                                                                     |                        |
| 37 | 37          | «Битва за подопечных» Riconquistare „Terreno“ To Regain „Terrestrial“               | 14 февраля 2010        |
| Эдварда не исключают, но наказывают за совершенный проступок. Дженнифер избирают президентом школы. Кабале видит в этом повод еще для одного состязания и называет парню имя доносчика. Эдвард просит Кабале и её друзей отомстить Дженнифер. Ури же идет неординарным способом: она с помощью камеры снов показывает Дженнифер последствия её поступка. Следующим утром в присутствии всего класса она отказывается от своего места президента и извиняется перед Эдвардом, и он отказывается от мести. |             |                                                                                     |                        |
| 38 | 38          | «Загадочная вечеринка» Mistery Party                                                | 14 февраля 2010        |
| Малаки разбрасывает с самолета на Золотую Школу приглашения на вечеринку-маскарад в честь Хэллоуина, организованную в доме Рейны. Раф уговаривает учителей разрешить пойти на вечеринку в образе смертных. В итоге после долгих творческих поисков Мики одевается привидением, Ури — ведьмой, Сладкая — тыквой, Кабирия — скелетом, Гас — Франкенштейном, а Кабале — вампиршей. Сульфус, неожиданно для всех, одевается ангелом, а Раф, также неожиданно — демоном. |             |                                                                                     |                        |
| 39 | 39          | «Сладко… или гадко?» Dolcetto… o scherzetto? Little Sweet… or Little Joke?          | 20 февраля 2010        |
| Во время хэллоуинской вечеринки в доме Рейны Сульфус и Раф разговаривают друг с другом. И во время разговора они все больше убеждаются в том, что их любовь не была вызвана пауком Рейны. В это время всех смертных, пришедших на праздник, сваливают с ног выпитые коктейли. Все выходы из дома сразу же закрываются. Подозревая неладное, ангелы и демоны трансформируются в бессмертных и обследуют дом. Во время обысков странным образом пропадают Сладкая и Кабале, а затем — Мики и Гас… |             |                                                                                     |                        |
| 40 | 40          | «Вместе навсегда» Per sempre insieme Together Forever                               | 21 февраля 2010        |
| Вскоре бесследно исчезают Ури и Кабирия. Оставшись одни, Раф и Сульфус попадают на чердак. Здесь, осмотревшись, они находят свадебный торт и падают без сознания. Раф и Сульфус оказываются в Золотой Школе, где идут приготовления к их собственной свадьбе. Удивленные этим фактом, они, тем не менее, соглашаются. Но уже в самом начале церемонии Раф колет палец о букет роз и осознает, что это был всего лишь сон. Пробудившись, Раф и Сульфус видят перед собой Рейну. |             |                                                                                     |                        |
| 41 | 41          | «Лицом к лицу с Рейной» Faccia a faccia con Reina Face to Face with Reina           | 21 февраля 2010        |
| Рейна хочет поговорить с Раф и Сульфусом. Те соглашаются при условии, что Рейна вернет их друзей. Сульфус обвиняет Рейну в том, что она заставила их влюбиться с помощью своего паука. Рейна возражает: укус паука только уменьшил последствия нарушения ВЕТО, а между Раф и Сульфусом возникла лишь сильная привязанность, которая помогла им разобраться в их собственных чувствах. Также она говорит Раф, что ей всегда лгали: Раф — не та, кем себя всегда считала. После этого компания ангелов и демонов воссоединяется. Целые и невредимые, они возвращаются в Золотую Школу, а Раф с Сульфусом решают пока никому не рассказывать об их разговоре с Рейной. |             |                                                                                     |                        |
| 42 | 42          | «Тест» La prova The Test                                                            | 27 февраля 2010        |
| Желая узнать больше о своем происхождении, Раф вновь приходит в дом Рейны. Рейна рассказывает Раф, что в действительности она была рождена смертной, а свидетельствует об этом родимое пятно у Раф на шее (настоящие ангелы не имеют никаких пороков кожи). Эдвард наконец встречает своего отца, но отказывается с ним поговорить, будучи зол на него. Сладкая и Кабале сражаются на шпагах в Комнате Состязаний. Побеждает Кабале. Она дарит Эдварду подарочный сертификат на покупки в супермаркете, чтобы отвлечь его от мыслей об отце. Сладкая же превращается в потерявшуюся маленькую девочку. Эдвард помогает Сладкой найти маму (Мики), а затем задумывается и все-таки решает провести время с отцом.                                                                                                |             |                                                                                     |                        |
| 43 | 43          | «Кому можно доверять» Qualcuno di cui fidarsi Someone to Trust                      | 27 февраля 2010        |
| Раф притворяется больной и отказывается от приглашения пройтись по магазинам (но просит друзей хорошо развлечься). В столовой она встречает Сульфуса, который советует поговорить с ангелами. Раф ждет их в комнате, надеясь, что они вернутся в ближайшее время. В торговом центре, ангелы решили надолго не задерживаться, чтобы не оставлять Раф одну, но в итоге устраивают с демонами концерт-состязание для подопечных. Раф, никого не дождавшись и вконец обидевшись на друзей, вновь идет к Рейне. |             |                                                                                     |                        |
| 44 | 44          | «Дуэль и соблазн» Duello e tentazione Duel and Temptation                           | 28 февраля 2010        |
| Рейна рассказывает Раф о её земных родителях. Они были королём и королевой огромной империи, и, поскольку их решения были очень важными, ангелы и демоны вели жестокие сражения за право влияния на них, но во время одной из битв случайно убили родителей Раф. Высшие Сферы, чувствуя в этом свою вину, превратили Раф в ангела. По-прежнему видя недоверие, Рейна предлагает Раф войти в Комнату Портретов, где, по её словам, до сих пор висят портреты родителей. На следующий день Мики просит у Раф помощи: Мэтью пригласил Джулию и Хелен на свидание, но каждая из сестер хочет пойти одна. Мики и Гас начинают состязание, но близнецы заболевают и отменяют свидание. |             |                                                                                     |                        |
| 45 | 45          | «Готова на все» Disposta a tutto Capable of Everything                              | 28 февраля 2010        |
| Раф пытается убедить Сульфуса помочь ей узнать пароль от Комнаты Портретов. Но тот отказывается, потому что считает, что Раф как ангел не должна так поступать. Во время контрольной по истории ангелов Раф с помощью телепатии пробует найти пароль в мыслях профессора Аркана. Учитель замечает это и, посчитав, что целью были ответы по тесту, просит её покинуть класс. Раф не сдается, и с помощью своего талисмана Кокса ей удается услышать от Архана и Темптель необходимые слова. |             |                                                                                     |                        |
| 46 | 46          | «Комната Портретов» La Stanza dei Ritratti The Room of Portraits                    | 6 марта 2010           |
| Ночью Раф будит Сульфуса и убеждает его помочь ей пройти в Комнату Портретов (для этого нужны один ангел и один демон). Войдя и осмотревшись, Раф не находит портреты своих родителей. Но вскоре появляется Рейна, которая со смехом признается, что она соврала, чтобы самой войти в Комнату Портретов. Силой Черной Сферы она останавливает Раф и Сульфуса, попытавшихся остановить её, а затем с помощью Малаки крадет портреты всех смертных, лишив их всех свободы выбора. |             |                                                                                     |                        |
| 47 | 47          | «Атмосфера войны» Aria di guerra War Atmosphere                                     | 7 марта 2010           |
| Все смертные теперь под контролем Рейны. Очень скоро о том, что произошло ночью, узнают учителя. Между тем и ангелы, и демоны обеспокоены тем, что их подопечные ни на кого не реагируют. Все хотят знать, почему Раф с Сульфусом были в Комнате Портретов. На это Раф говорит, что она сделала это, чтобы увидеть портреты своих родителей. Она рассказывает всем о своем земном происхождении и обвиняет Архана в том, что от неё это скрывали. Считая, что она недостойна быть ангелом, Раф уходит из школы. |             |                                                                                     |                        |
| 48 | 48          | «Ультиматум» Ultimatum alla Terra Ultimatum to the Earth                            | 13 марта 2010          |
| Архан и Темптель принимают командование армиями ангелов и демонов. Архан предлагает Рейне добровольно отдать портреты смертных. Рейна отказывается и отправляет Малаки, усиленного энергией Черной Сферы, сражаться с армиями. Благодаря совместным усилиям, Малаки терпит поражение. Тем не менее, Рейна не сдается и угрожает заставить смертных убивать друг друга. Ангелы и демоны вынуждены принять её условия и покинуть Землю в течение 48 часов. В то же время друзья Раф находят её на берегу моря и говорят, что на их дружбу не повлияет то, кем она была рождена. |             |                                                                                     |                        |
| 49 | 49          | «В логове волка» Nella tana del lupo In the Wolf’s Den                              | 14 марта 2010          |
| Раф, вернувшись в Золотую Школу и узнав условия капитуляции, придумывает способ победить Рейну и вернуть портреты. Все соглашаются с её планом. На следующее утро, Раф прилетает к Рейне и, отрекшись от принадлежности к ангелам, выражает желание остаться с ней на Земле. Рейна, однако, подозревает обман и предлагает испытание на верность: уничтожить Золотую Школу. Раф выполняет задание (на самом деле уничтоженная ей Золотая Школа была всего лишь голограммой, которую создала Сладкая). Рейна соглашается принять ангела к себе. |             |                                                                                     |                        |
| 50 | 50          | «Жертва» Sacrificio Sacrifice                                                       | 20 марта 2010          |
| Следующей ночью, после переселения к Рейне, Раф посылает Кокса украсть ключ от зала с портретами смертных. Она заходит в зал, но её там ловит Малаки. Во время борьбы Малаки случайно обнаруживает свой портрет и осознает, что он тоже раб Рейны. Он вспоминает все о своей прошлой жизни. Неожиданно Рейна просыпается и обнаруживает пропажу ключа. Услышав её крики, бывший слуга и Раф бегут в подвал, где есть тайный выход из дома. Малаки признается Раф, что на самом деле Рейна солгала Раф и о её происхождении. Настоящий отец Раф — сам Малаки. Открыв секретный проход, они сталкиваются в нем с Рейной. Она пытается убить Раф, но луч смерти попадает в Малаки, который, умирая, даёт дочери возможность сбежать.                                                                               |             |                                                                                     |                        |
| 51 | 51          | «Последняя схватка» Scontro finale Final Clash                                      | 21 марта 2010          |
| Раф, преследуемая Рейной, направляется обратно к друзьям в Золотую Школу, где Рейна окончательно раскрывает обман. Ангелы и демоны вступают в битву с Рейной. Архан и Темптель предлагают применить Крылья Призмы — силу, которая использует энергию цветных сущностей, имеющуюся у всех бессмертных (кроме Раф, так как она была рождена на Земле). С помощью Крыльев Призмы удается остановить Рейну, хотя ненадолго: вскоре из-под земли появляются миллионы фероксов. Архан уничтожает их Белой Сферой, но вдруг появляется сама Рейна в виде гигантского получеловека-полуосьминога. Она хватает всех ангелов и демонов, а также их профессоров. Белая Сфера разбита в бою. Кажется, что все потеряно… |             |                                                                                     |                        |
| 52 | 52          | «Прощай, Золотая Школа» Arrivederci Golden School Goodbye Golden School             | 27 марта 2010          |
| Схватив Раф, Сульфуса и их друзей с учителями, Рейна высасывает из них все силы. Раф обнаруживает, что у неё по-прежнему есть способность к телепатии. В мысленном разговоре с профессором Арханом она понимает, что её силы могут быть еще мощнее, чем у других ангелов. Сфокусировав сознание, Раф обретает свои Крылья Призмы и, взлетев в небо, взрывается энергией подобно звезде… Прошло три дня. Раф просыпается в больнице и узнает: Рейна побеждена и вновь заключена в лимбо, портреты смертных вернулись на своё место. Учебный год закончился. Перед отъездом Раф говорит Сульфусу, что во время взрыва она чувствовала присутствие своей матери. В самом деле, мать Раф, Анджели, еще жива, но находится в вечном сне под контролем двух незнакомцев, которые не хотят, чтобы Раф нашла свою мать. |             |                                                                                     |                        |

### Между мечтой и реальностью (2011)
| № | № (порядк.) | Название                                                                                            | Дата премьеры в Италии |
| --- | ----------- | --------------------------------------------------------------------------------------------------- | ---------------------- |
| 1 | 53          | «Между мечтой и реальностью. Часть 1» Tra Sogno e Realtà. Parte 1 Between Dream and Reality. Part 1 | 23 апреля 2011         |
| Идут летние каникулы. Каждую ночь Раф видит во сне её свадьбу с Сульфусом, во время которой всегда начинается странный ветер. Она решает, что её с Сульфусом любовь невозможна, и желает его забыть. По стечению обстоятельств, Ури предлагает всем отправиться в летнюю школу в городе Альпенвилле. Подумав, что демон вряд ли согласится на учебу летом, Раф принимает предложение (однако Сульфус по настоянию Кабале и друзей тоже туда едет). Ангелы и демоны, не зная о присутствии друг друга, приезжают в Альпенвилль. Вечером устраивается дискотека-маскарад, куда приходят не только ангелы, но и их подопечные, тоже посещающие летнюю школу. Раф никак не может расслабиться на дискотеке. Она хочет уйти, но на выходе натыкается на обаятельного незнакомца…                    |             | |                        |
| 2 | 54          | «Между мечтой и реальностью. Часть 2» Tra Sogno e Realtà. Parte 2 Between Dream and Reality. Part 2 | 23 апреля 2011         |
| Раф с незнакомцем выходят подышать на улицу, но порыв ветра срывает маски с их лиц. Незнакомцем оказывается… Сульфус! Он хочет поговорить с Раф, но она, желая забыть Сульфуса, врет ему, что встречается с другим парнем. Сульфус, еле сдерживаясь, прогоняет Раф. На следующий день в летней школе начинаются совместные занятия. Подопечные вместе со своими учителями реставрируют старый театр. За ними одновременно начинает следить некий бессмертный в плаще, который не желает, чтобы театр вновь открылся. Эдвард находит сценарий «Ромео и Джульетты» и предлагает поставить пьесу. Дженнифер, выбранная Джульеттой, приглашает Эндрю на роль Ромео. Тот, впрочем, стесняется, и Раф, желая направить его на верный путь, устраивает с Сульфусом состязание — гонки на велосипедах… |             | |                        |
| 3 | 55          | «Между мечтой и реальностью. Часть 3» Tra Sogno e Realtà. Parte 3 Between Dream and Reality. Part 3 | 23 апреля 2011         |
| Сульфус проигрывает состязание, и Раф получает право первого хода. Она представляется артисткой и предлагает свою помощь Эндрю, но Сульфус, став учителем актерского мастерства, легко убеждает Эндрю соврать Дженнифер. Он так и поступает, и тогда роль забирает Эдвард. Во время репетиции бессмертный выпускает на подопечных полчища пауков, пытаясь прогнать всех из театра, но ангелы и демоны справляются с пауками. Одновременно они догадываются, что Эдварду тоже нравится Дженнифер, и лишь поэтому он взял себе роль Ромео. Ночью Кабале разговаривает с Сульфусом и после дает себе обещание не позволить Сульфусу быть вместе с Раф: ведь Кабале в него тоже влюблена… |             | |                        |
| 4 | 56          | «Между мечтой и реальностью. Часть 4» Tra Sogno e Realtà. Parte 4 Between Dream and Reality. Part 4 | 23 апреля 2011         |
| По заданию учителей и ангелы, и демоны вступают в прямой контакт со своими подопечными и помогают им с репетициями. Тем временем Эдвард и Эндрю борются за внимание Дженнифер. На обеде в пиццерии Эдвард рассказывает историю о привидениях в театре и предлагает на спор провести там ночь. Общее решение будут принимать голосованием. Чтобы разрешить эту проблему, ангелы и демоны собираются в Комнате Состязаний и начинают командное соревнование — сплав на лодках. Если победят одни, другие должны проголосовать так, как скажут победители. Выигрывают Кабале, Сульфус, Гас и Кабирия — и они соглашаются на предложение Эдварда… |             | |                        |
| 5 | 57          | «Между мечтой и реальностью. Часть 5» Tra Sogno e Realtà. Parte 5 Between Dream and Reality. Part 5 | 23 апреля 2011         |
| Следующей ночью компания приходит в театр. Все рассказывают страшные истории, чтобы скоротать время, но очень быстро засыпают. Раф вновь видит свой сон, но он из мечты превратился в кошмар: вновь начинается ветер, и Сульфус отвергает Раф прямо посреди свадьбы. В это время Эндрю и Кабале устраивают розыгрыш с привидениями, который быстро переходит во всеобщий спор. Вдруг, неожиданно для всех Дженнифер проваливается под пол и исчезает. Раф просит подопечных спрятаться в гримерной. Сами ангелы и демоны идут вниз, где обнаруживают тайную пещеру под театром и большую запертую на замок дверь. Тут появляется бессмертный. Выясняется, что он — падший ангел Тайко. Явившись, Тайко требует немедленно покинуть театр по доброй воле…                                       |             | |                        |
| 6 | 58          | «Между мечтой и реальностью. Часть 6» Tra Sogno e Realtà. Parte 6 Between Dream and Reality. Part 6 | 23 апреля 2011         |
| Убедившись, что ангелы и демоны не уйдут отсюда без Дженнифер, Тайко начинает сражение. Раф предлагает вновь использовать Крылья Призмы. Тайко побежден, но энергия Крыльев Призмы разбивает какой-то кристалл у него на шее. Выясняется, что это был ключ от двери, за которой находится легендарный Путь Превращений — если ангел или демон проходит этот путь, он становится смертным. Когда-то Тайко попытался пройти его вместе с Саи, но в итоге был вынужден вернуться без неё. Он запер Путь Превращений и изгнал смертных из театра, чтобы путь никем и никогда не был найден. Но теперь за дверью накопился ветер, и, если не открыть дверь, он может перерасти в сильнейший ураган…                                                                                                 |             | |                        |
| 7 | 59          | «Между мечтой и реальностью. Часть 7» Tra Sogno e Realtà. Parte 7 Between Dream and Reality. Part 7 | 23 апреля 2011         |
| Починить ключ не удается. Раф и Сульфус уговаривают всех уйти и унести Дженнифер, тогда как они сами попробуют задержать ветер. Наедине между ними проходит разговор, в ходе которого Раф признается, что она солгала про другого. Демон раскаивается в своем поведении. На его глаза наворачиваются слезы, которые Раф вытирает рукой. И тут она вспоминает, что, когда Тайко изготавливал ключ, его руки были в слезах Саи. Она берет две половинки ключа в руки, и те соединяются. Им удается открыть дверь и, выпустив часть ветра, предотвратить ураган. На следующий день, так как Эдвард и Дженнифер не могут выступать, роли главных героев переходят к… Раф и Сульфусу! Перед самым выступлением пара решает поговорить о Пути Превращений и о своем будущем после каникул.           |             | |                        |

## Второй сезон
Серия 1: Новый учебный год, ч.1
Серия 2: Новый учебный год, ч.2
Серия 3: Сигнал тревоги, ч.1
Серия 4: Сигнал тревоги, ч.2
Серия 5: Лучший друг, ч.1
Серия 6: Лучший друг, ч.2
Серия 7: Волшебница Мики и диджей Гас, ч.1
Серия 8: Волшебница Мики и диджей Гас, ч.2
Серия 9: Глупая гордость, ч.1
Серия 10: Глупая гордость, ч.2
Серия 11: Урок географии, ч.1
Серия 12: Урок географии, ч.2
Серия 13: Битва в Колизее, ч.1
Серия 14: Битва в Колизее, ч.2
Серия 15: У всех есть недостатки, ч.1
Серия 16: У всех есть недостатки, ч.2
Серия 17: В заточении, ч.1
Серия 18: В заточении, ч.2
Серия 19: Групповое проецирование, ч.1
Серия 20: Групповое проецирование, ч.2
Серия 21: Замок Горт, ч.1
Серия 22: Замок Горт, ч.2
Серия 23: Любовь и ненависть, ч.1
Серия 24: Любовь и ненависть, ч.2
Серия 25: Весенний бал, ч.1
Серия 26: Весенний бал, ч.2
Серия 27: Дисгармоничная вибрация, ч.1
Серия 28: Дисгармоничная вибрация, ч.2
Серия 29: Виновен и невиновен, ч.1
Серия 30: Виновен и невиновен, ч.2
Серия 31: Доказательство дружбы, ч.1
Серия 32: Доказательство дружбы, ч.2
Серия 33: Друзья навсегда, ч.1
Серия 34: Друзья навсегда, ч.2
Серия 35: Тайное собрание, ч.1
Серия 36: Тайное собрание, ч.2
Серия 37: Миссия невозможна, ч.1
Серия 38: Миссия невозможна, ч.2
Серия 39: На вражеской территории, ч.1
Серия 40: На вражеской территории, ч.2
Серия 41: Апокалипсис, ч.1
Серия 42: Апокалипсис, ч.2
Серия 43: А что, если они победят? ч.1
Серия 44: А что, если они победят? ч.2
Серия 45: Братья по оружию, ч.1
Серия 46: Братья по оружию, ч.2
Серия 47: Крылья тьмы и света, ч.1
Серия 48: Крылья тьмы и света, ч.2
Серия 49: Последние объятия, ч.1
Серия 50: Последние объятия, ч.2
Серия 51: Равновесие во Вселенной ч.1
Серия 52: Равновесие во Вселенной ч.2